# Повжане
Повжане (словен. Povžane) — поселення в общині Хрпелє-Козіна, Регіон Обално-крашка, Словенія. Висота над рівнем моря: 524,7 м.